# Neumühle (Wiesent)
Neumühle ist eine Einöde und Ortsteil der Gemeinde Wiesent im Oberpfälzer Landkreis Regensburg in Ostbayern.

## Geographie und Verkehrsanbindung
Der Ort liegt nördlich des Kernortes Wiesent an der Wiesent, einem linken Zufluss der Donau. Unweit westlich verläuft die Kreisstraße R 42 und östlich die Staatsstraße St 2146. Die nächstgelegene Stadt ist Wörth an der Donau, etwa vier Kilometer östlich entfernt.

## Religion
Der Ortsteil gehört zur Pfarrei Wiesent. In einer neuen Wegkapelle nahe der Neumühle befindet sich ein kleiner Rokoko-Altar, der wohl aus dem Jahr 1776 stammt (siehe Liste der Baudenkmäler in Wiesent).